# 앨런 스미스 (1980년)
앨런 스미스(Alan Smith, 1980년 10월 28일 ~ )는 잉글랜드 잉글랜드의 전 축구 선수로, 포지션은 미드필더이다.
최근까지 노츠 카운티에서 플레잉코치로 활약하였으며 2018년 선수 생활을 마무리하고 은퇴하였다. 리즈 유나이티드에서 경력을 쌓기 시작했다.
18세에 리버풀을 상대로 성인 무대에 데뷔하였고, 2000-01 시즌 UEFA 챔피언스리그에서 마크 비두카, 마이클 브리지스와 함께 1선 공격라인을 구축하여 리즈를 4강으로 이끄는 활약을 펼쳤다. 또한 탄탄한 기본기와 승부욕, 투지, 카리스마로 어린 나이에 많은 관심을 받게 된다.
2003-04 시즌, 리즈가 강등되자 라이벌 맨체스터 유나이티드로 이적하였다. 알렉스 퍼거슨 감독은 그를 로이 킨의 후계자로 지목하여 공격수로 뛰던 그를 중앙 미드필더로 자주 기용하였다. 2006년 FA컵에서 리버풀의 욘 아르네 리세의 프리킥을 태클로 저지하다 생긴 심각한 발목 골절로 1년 이상 그라운드에서 떠나있었다. 부상 복귀 후 기대만큼의 활약을 펼치지 못했고, 2007년 샘 앨러다이스 감독에 의해 뉴캐슬 유나이티드로 새 둥지를 틀었다.
뉴캐슬 유나이티드가 2008-09 시즌에 강등을 당하며 챔피언십에서 뛰게 되자, 팀의 부주장을 맡으며 입단 이후 최고의 활약을 펼치면서 팀을 다시 프리미어리그로 승격시키는데 일조한다. 하지만 승격 이후에는 주전 경쟁과 부상으로 인해 많은 경기를 뛰지 못하여 입지가 불안해졌다. 결국 스미스는 2012년 겨울 잉글랜드 3부 리그의 밀턴케인스 던스로 임대를 가게된다. 그 후 시즌이 종료되고 뉴캐슬 유나이티드에서 자유 계약으로 풀린 스미스는 밀턴케인스 던스와 2년 계약을 맺었다.
앨런스미스는 2013-14시즌 밀턴케인스 던스에서의 생활을 마무리하고 2014년 5월, 잉글랜드 3부리그 노츠 카운티와 플레잉 코치로 1년 계약을 맺는다. 미국 MLS의 팀에서도 플레잉코치 제안을 해왔지만 노츠 카운티와 계약을 맺었다고 한다.
2016-17시즌 중반 2017년 1월에는 존 쉐리던 감독이 팀을 떠나면서 비어있던 감독 자리를 대신하여 감독대행으로서 첫 지휘봉을 잡기도 했었다. 이후 케빈 놀란이 감독으로 선임되며 다시 선수 겸 코치로 복귀하였다.
2018-19시즌부터는 선수 생활을 마무리하고 노츠 카운티 코치로 있다가 케빈 놀란 감독이 노츠 카운티와 헤어지며 구단에서의 생활도 마무리 지은 것으로 보인다. 그리고 미러와의 단독 인터뷰에서 미국으로 건너가 플로리다에 자리를 잡을 것이라고 밝혔다.
최근 은퇴 후 취미로 서핑을 즐기고 있다고 한다.

## 선수 수상경력
맨체스터 유나이티드
- 프리미어리그: 2006-07
- 풋볼 리그 컵: 2005-06

뉴캐슬 유나이티드
- 풋볼 리그 챔피언십: 2009-10